# 진핵생물 발생

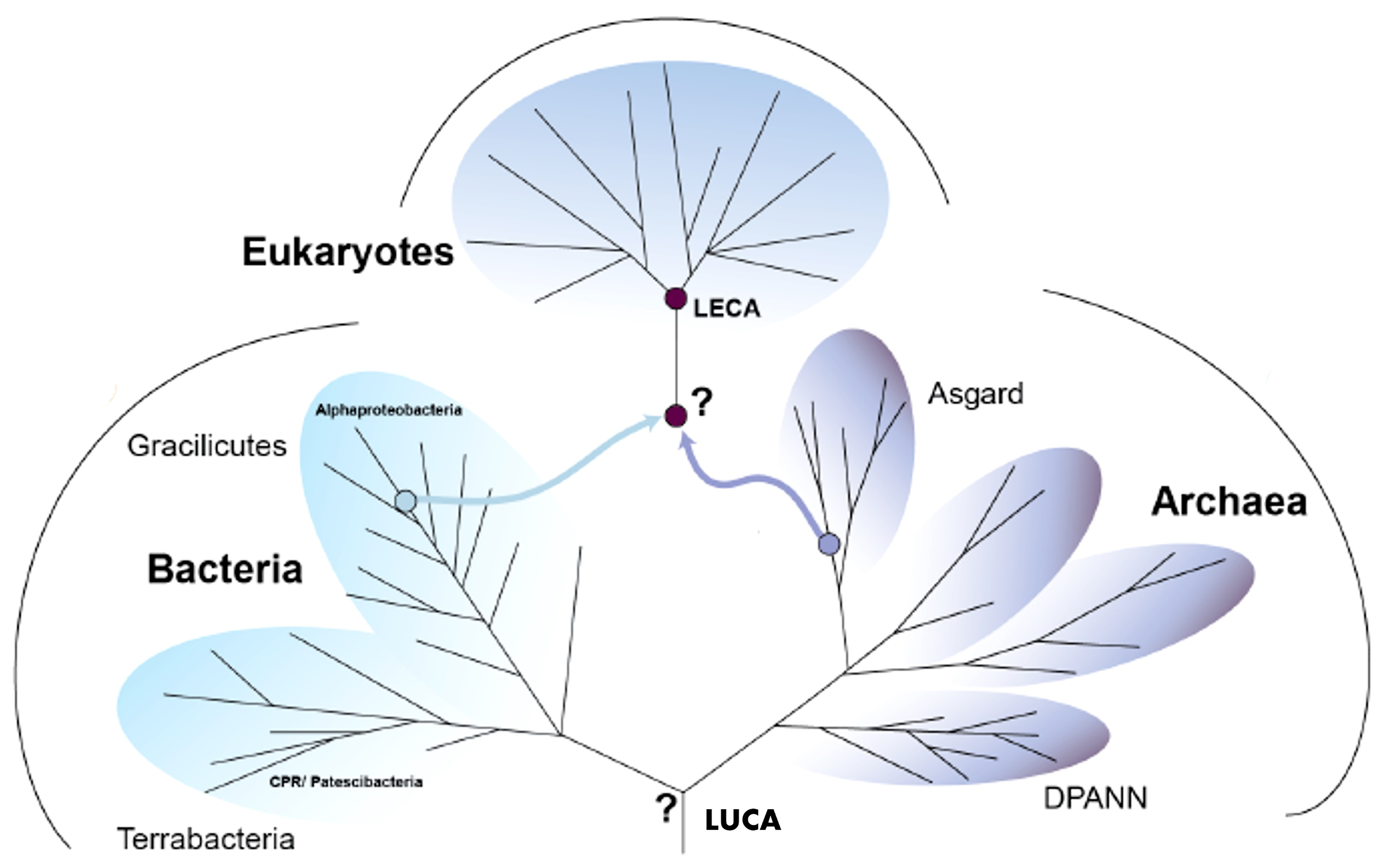
모든 생물의 공통 조상(LUCA)과 마지막 진핵생물 공통 조상(LECA): 진핵생물의 기원 마지막 진핵생물 공통 조상(LECA) 아래의 만나는 지점("?"으로 표시됨)은 약 22억년 전의 최초의 진핵생물 공통 조상인 FECA이다. 훨씬 이전인 약 40억년 전에 모든 생물의 공통 조상(LUCA)는 원핵생물의 두 가지 역인 세균역과 고세균역을 탄생시켰다. 약 20억년 전 마지막 진핵생물 공통 조상(LECA) 이후 진핵생물은 왕관군으로 분화되어 동물, 식물, 균류, 원생생물이 탄생했다.

진핵생물 발생(眞核生物發生, 영어: eukaryogenesis)은 진핵생물과 계통을 형성하는 과정으로 생명 진화의 이정표이다. 왜냐하면 진핵생물에는 모든 복잡한 세포와 거의 모든 다세포 생물체가 포함되기 때문이다. 이 과정은 고세균과 세균이 함께 모여 최초의 진핵생물 공통 조상(영어: first eukaryotic common ancestor, FECA)을 생성하는 세포 내 공생설과 관련이 있다는 것이 널리 동의되고 있다. 이 세포는 핵, 적어도 하나의 중심소체와 섬모, 사실상 호기성 미토콘드리아, 성(감수분열과 결합체), 키틴 및 셀룰로스의 퍼옥시좀의 세포벽이 있는 휴면 낭포을 포함하여 새로운 수준의 복잡성과 기능을 갖고 있다. 그것은 마지막 진핵생물 공통 조상(영어: last eukaryotic common ancestor, LECA)을 포함하는 단세포 생물 개체군으로 진화하여 그 과정에서 역량을 얻었지만 관련된 단계의 순서는 논쟁의 여지가 있고 세포 내 공생으로 시작되지 않았을 수도 있다. 결과적으로 마지막 진핵생물 공통 조상은 동물, 균류, 식물 및 다양한 범위의 단세포 생물의 조상을 포함하는 진핵생물의 왕관군을 탄생시켰다.

## 같이 보기
- 모든 생물의 공통 조상 (LUCA)
- 진핵생물